# Sri Indriyani
Sri Indriyani   (Indonèsia, 12 de novembre de 1978) és una aixecadora indonèsia que va competir a finals del segle XX.
El 2000 va prendre part en els Jocs Olímpics d'Estiu de Sydney, on va guanyar la medalla de bronze en la prova del pes mosca del programa d'halterofília.
En el seu palmarès també destaca una medalla de plata i una de bronze al Campionat del Món de 1999 i 1997 respectivament, i una de bronze als Jocs Asiàtics de 1998.